# La Défense (métro de Paris)
Ne doit pas être confondu avec Esplanade de la Défense (métro de Paris) ou Gare de la Défense.
La Défense est une station de la ligne 1 du métro de Paris, située sur la commune de Puteaux, dans le département des Hauts-de-Seine.

## Situation
La station est située sous la dalle du quartier d'affaires de La Défense, entre le CNIT et le centre commercial Les 4 Temps. Les deux quais centraux sont situés au niveau -1, de part et d'autre de la salle d'échange qui donne accès au RER A, qui se trouve au niveau -2. 

## Histoire
L'idée de prolonger la ligne 1 à jusqu'au rond-point de La Défense était déjà envisagée en 1937 lors de l'extension de la ligne à Pont de Neuilly. Dans les années 1970, une boîte souterraine avait même été réservée sous le centre commercial Les 4 Temps pour accueillir une éventuelle station « Élysées - La Défense ». Finalement, la RATP a choisi pour des raisons économiques d'établir la station dans les réserves originellement prévues pour l'autoroute A14. Le gros-œuvre « Élysées - La Défense » n'a donc jamais été utilisé.
La station est ouverte le 1er avril 1992, lors du prolongement de la ligne 1 depuis la station Pont de Neuilly. Nommée initialement Grande Arche de La Défense, elle prend son nom actuel en 1997 pour rétablir une cohérence avec la station du RER.
En 2019, selon les estimations de la RATP, 16 213 921 voyageurs sont entrés dans cette station, ce qui la place à la 8e position des stations de métro pour sa fréquentation sur 302,.
En 2020, avec la crise du Covid-19, 8 616 589 voyageurs sont entrés dans cette station ce qui la place à la septième position des stations de métro pour sa fréquentation.
En 2021, la fréquentation remonte progressivement, avec 9 256 802 voyageurs qui sont entrés dans cette station ce qui la place à la neuvième position des stations de métro pour sa fréquentation.

## Services aux voyageurs

### Accès
La station comporte douze accès :
- Accès no 1 « Grande Arche » ;
- Accès no 2 « Dôme » ;
- Accès no 3 « Boieldieu » ;
- Accès no 4 « Parvis » ;
- Accès no 5 « Calder-Miró » ;
- Accès no 6 « Coupole » ;
- Accès no 7 « Place Carpeaux » ;
- Accès no 8 « Salle des Colonnes » ;
- Accès no 9 « CNIT » ;
- Accès no 10 « CNIT - Place Carpeaux » ;
- Accès no 11 « CNIT - Esplanade » ;
- Accès no C « Quatre Temps ».

### Quais
La Défense est une station de configuration particulière : elle possède deux demi-stations parallèles séparées par la salle d'échange du pôle transport de La Défense. Le quai d'arrivée est plus étroit que le quai de départ, et se situe légèrement plus en hauteur.
Le plafond, sur lequel est accroché un bandeau d'éclairage rouge, est recouvert d'un flocage coupe-feu noir. Les carreaux de céramique blancs sont plats et carrés et recouvrent les piédroits. Les cadres publicitaires sont  blancs et cylindriques comme pour le style « Ouï-dire » et le nom de la station est inscrit en police de caractère Parisine sur plaques émaillées disposées uniquement sur les piédroits des quais. Les quais sont équipés de portes palières ainsi que de banquettes « assis-debout » rouge dans le style  « Ouï-dire » pour le quai de départ uniquement.

### Intermodalité

#### Bus
La station est desservie par :
- les lignes 73, 141, 144, 159, 174, 178, 258, 275, 276, 278 et 360 du réseau de bus RATP ;
- les lignes 7825, A14 Bonnières, A14 Mantes et 72 du réseau de bus du Mantois ;
- les lignes A14 Les Mureaux et A14 Verneuil du réseau de bus de Poissy - Les Mureaux ;
- la ligne A14 Chambourcy du réseau de bus de Saint-Germain Boucles de Seine ;
- la ligne N24 du service de bus de nuit Noctilien.

Depuis mai 2024, des navettes « aérobus » sont mises en service afin de rejoindre l'Aéroport de Paris-Beauvais.

#### Train
Cette station est en correspondance avec les Transilien L et U à la gare de la Défense. La mise en place du ticket « Métro-Train-RER » le 1er janvier 2025 supprime la différence tarifaire liée au fait qu'un ticket t+ était utilisable sur l'ensemble du métro mais par sur le RER en dehors de la zone 1.

#### RER
La station est desservie par le RER A depuis son ouverture.
Depuis le 6 mai 2024, la station est desservie par le RER E dans le cadre de son prolongement vers l'ouest, afin de soulager le RER A.

#### Tramway
La station est desservie par la Ligne 2 du tramway d'Île-de-France.

## Projets

### Ligne 15

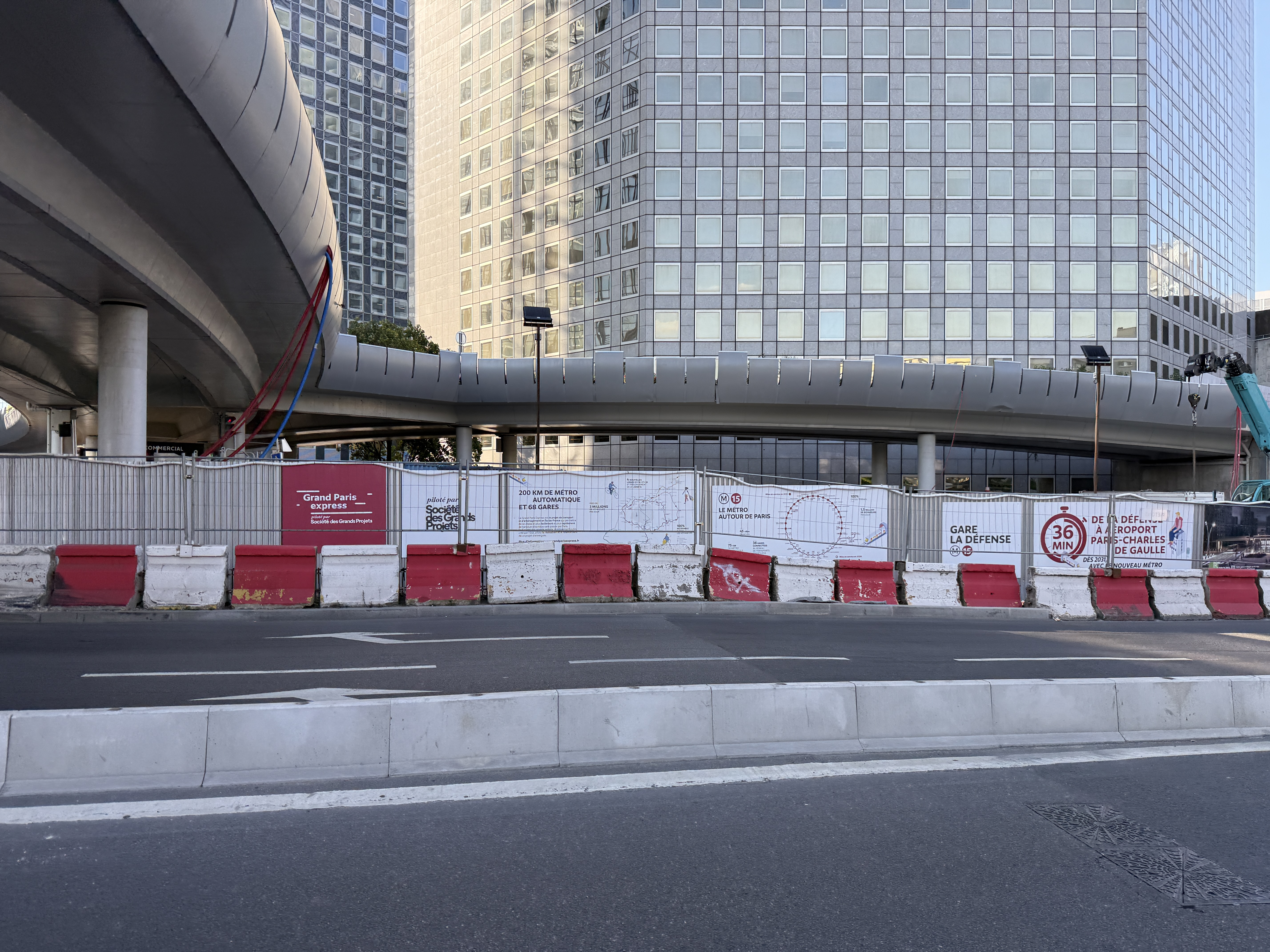
Le chantier de la station en juillet 2025.

Une station de la ligne 15 du Grand Paris Express doit voir le jour à La Défense à l’horizon 2030. 
Son aménagement était initialement envisagé sous le niveau inférieur du parking du centre commercial des Quatre Temps, dans le gros-œuvre initialement réservé à la ligne 1. Cet emplacement aurait permis une correspondance efficace avec la ligne A du RER d'Île-de-France grâce à un nouveau couloir perpendiculaire passant sous les voies.
Toutefois, l’emplacement de la gare est remis en cause en 2019. La complexité du site s'avère en effet imposer un délai de 17 ans pour construire la station, ce qui provoque des inquiétudes quant à un éventuel report de la ligne. Cela repousserait en effet sa livraison à 2035, alors que la ligne 15 Ouest doit ouvrir en 2030. La Société du Grand Paris déclare alors rechercher des solutions alternatives pour construire la station dans les temps, quitte à pénaliser la correspondance. Au contraire, si l'emplacement sous Les Quatre Temps devait être maintenu, il serait alors envisagé d'ouvrir la station plusieurs années après le reste de la ligne pour ne pas pénaliser l'ensemble du projet.
En février 2020, la Société du Grand Paris annonce officiellement le nouvel emplacement de la station. Celle-ci sera située à Puteaux, sous la RN 13, au sud du parvis de La Défense.
Wilmotte et Associés est chargé de concevoir et de réaliser cette nouvelle gare. La maîtrise d’œuvre de la construction de la station est assurée par les entreprises Setec et Systra.

## À proximité
- Arche de la Défense, abritant une partie des services du ministère de la Transition écologique et solidaire.
- Centre des nouvelles industries et technologies (CNIT).
- Quartier d'affaires de la Défense.
- Centre commercial Westfield Les Quatre Temps.
- Sculpture Le Pouce réalisée par César, sur le parking d'un hôtel proche du CNIT.

## Galerie de photographies

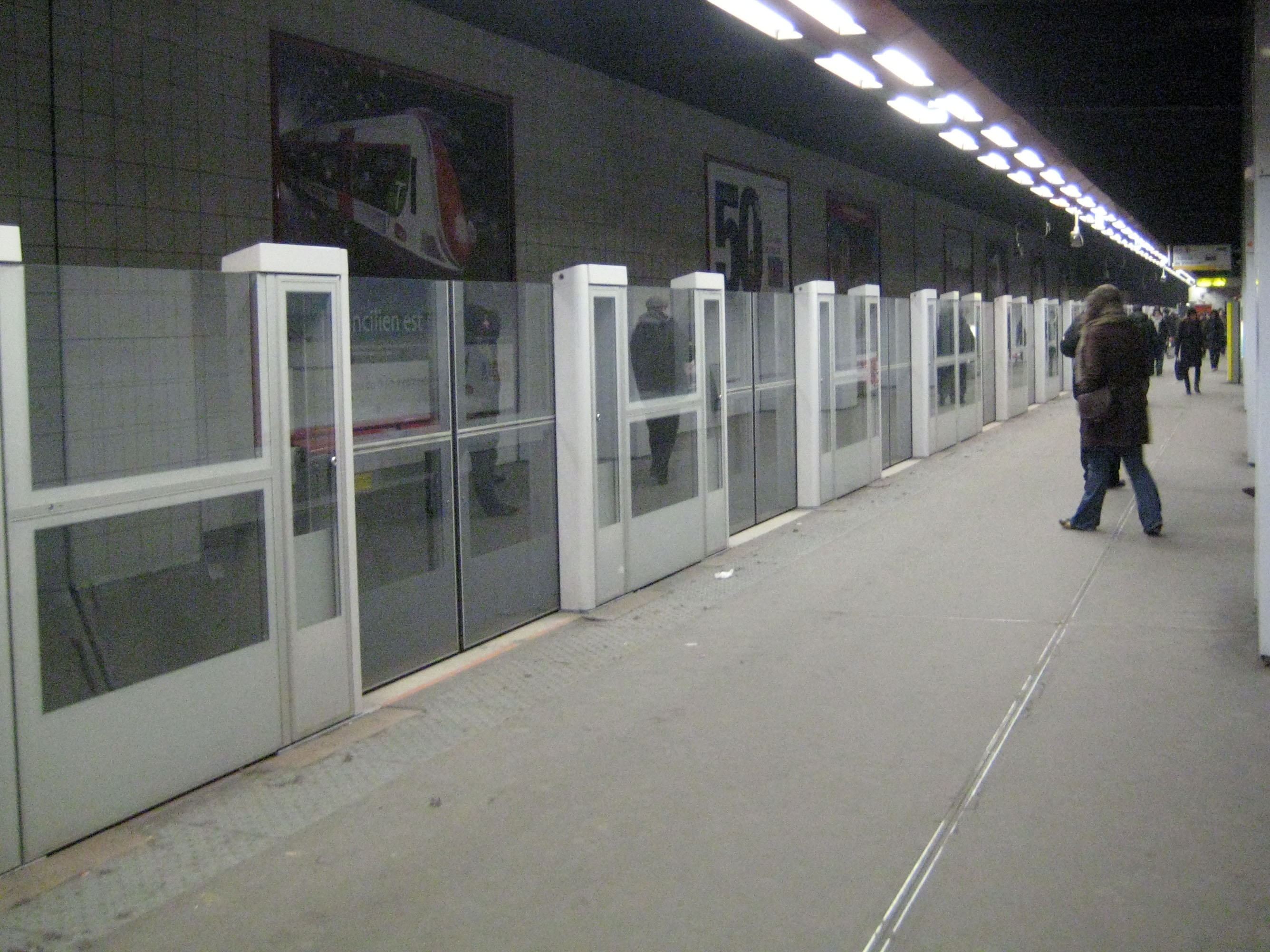
Vue des portes palières dans la station de la ligne 1.
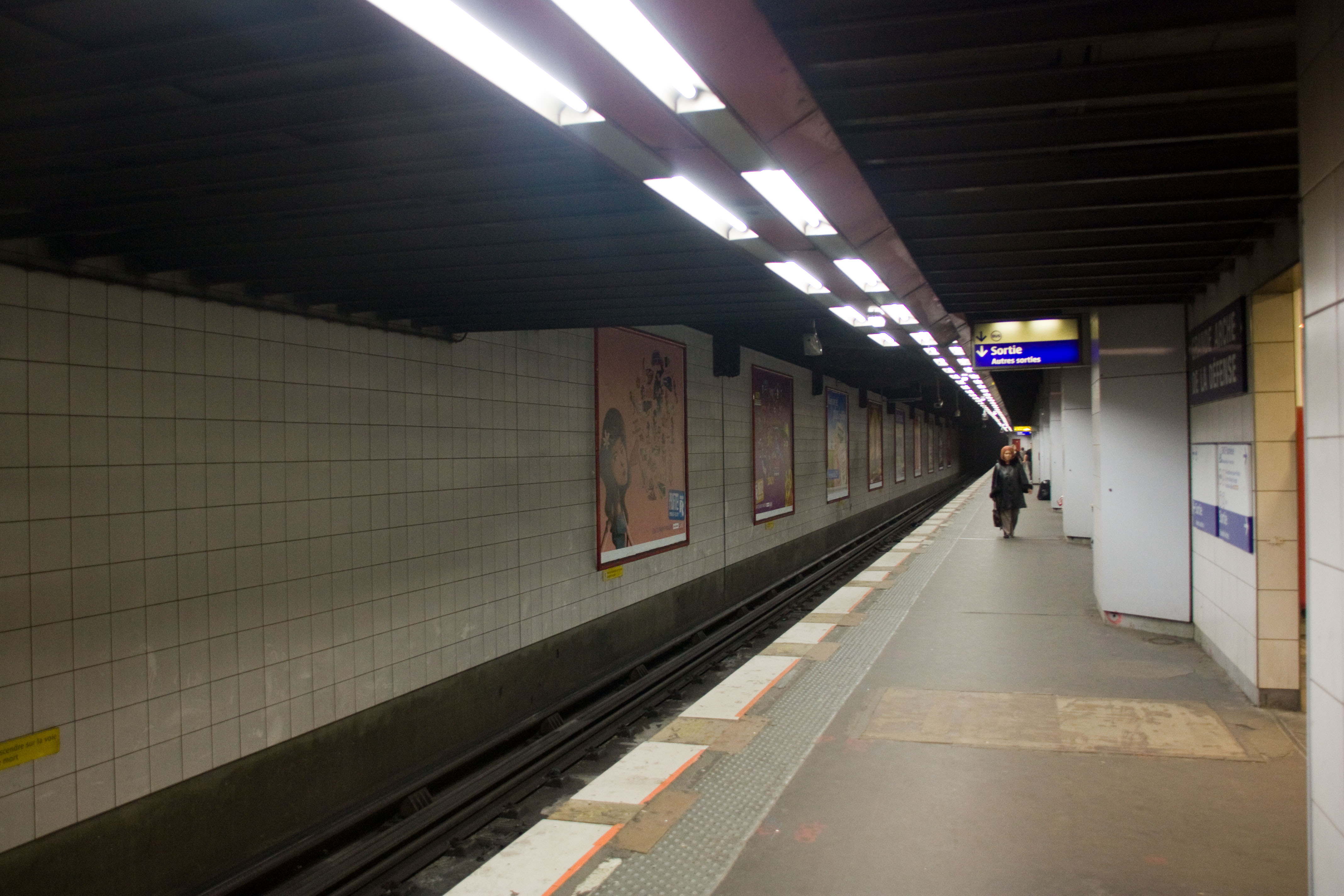
Vue du quai et de la voie du côté terminus.
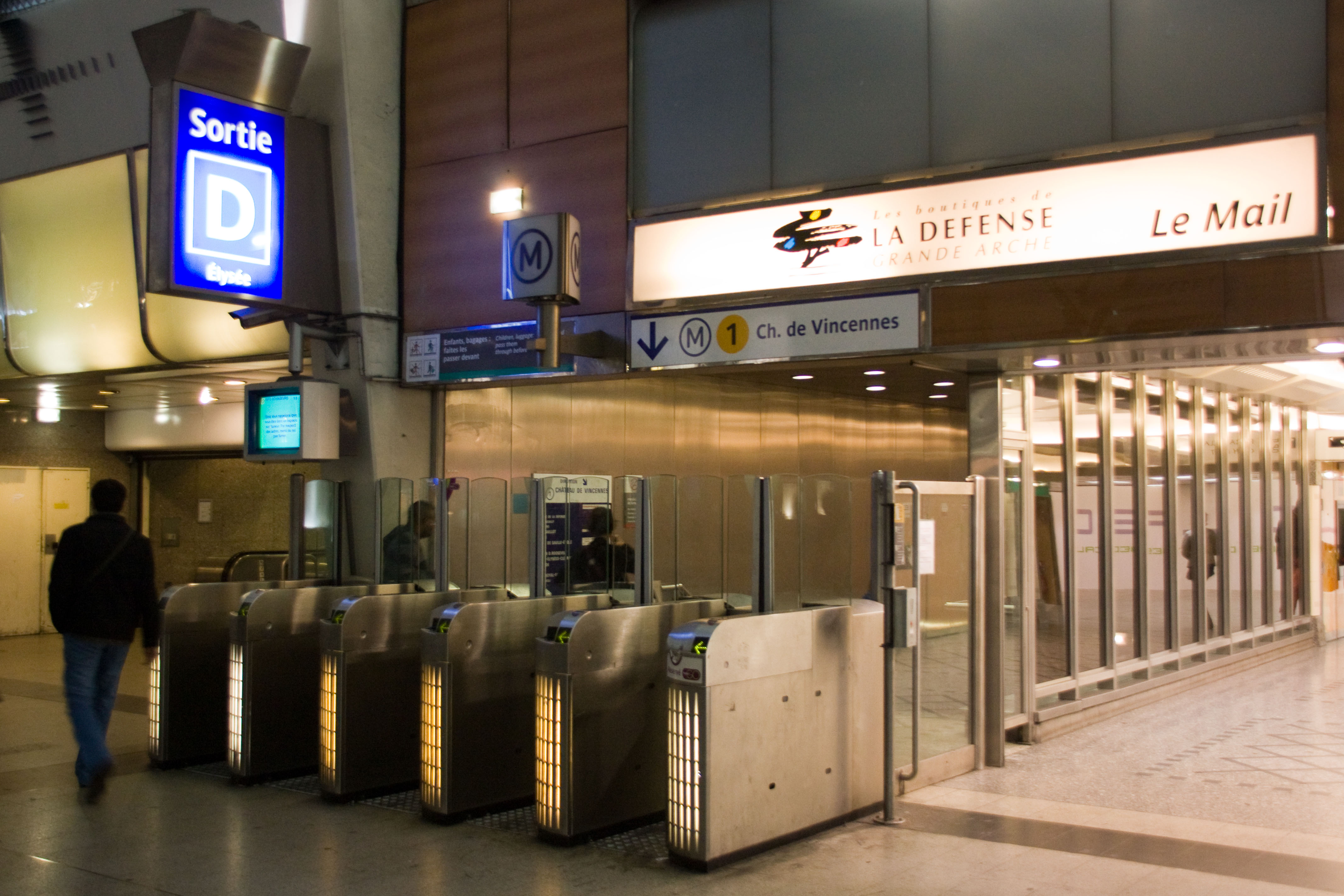
Entrée de la station, côté est, dans la salle d'échanges de la gare de la Défense.